# She Done Him Wrong
She Done Him Wrong, in Nederland bekend als Lady Lou, is een Pre-Code film uit 1933 onder regie van Lowell Sherman. De film is gebaseerd op het Broadwaystuk Diamond Lil, dat in première ging in 1928.
De film werd genomineerd voor een Academy Award voor Beste Film. De film is, met een speelduur van 66 minuten, de kortste film die ooit genomineerd werd voor een Oscar.

## Verhaal
De film speelt zich af in de jaren '90 van de negentiende eeuw in New York. Lady Lou werkt als zangeres in een saloon in Bowery. Haar baas, Gus Jordan, staat volledig achter haar en toont zijn waardering door haar diamanten te geven.
Wat Lady Lou niet weet, is dat Gus handelt in de prostitutie. Daarnaast stuurt hij jonge vrouwen San Francisco in om hen daar te laten werken als zakkenrollers. Gus werkt samen met de Russische Rita en haar vriendje Serge Stanieff.
Naast de bar vestigen zich Captain Cummings en zijn werknemers. Ze zijn undercover-agenten en proberen Gus en zijn illegale activiteiten te ontmaskeren. Hoewel Gus hem niet verdenkt, is hij wel bang dat Cummings de klanten zal wegjagen. Ondertussen wordt Lady Lou, die het zojuist met Chick Clark, een crimineel die naar de gevangenis is gestuurd, heeft uitgemaakt, verliefd op Cummings. Echter, wanneer ze Chick bezoekt in de gevangenis, dreigt hij haar te vermoorden als ze vreemdgaat tijdens zijn afwezigheid.
Wanneer Chick ontsnapt, gaat hij naar de bar, waar hij Lou dreigt te wurgen. Ze vertelt met hem mee te gaan nadat haar werk erop zit. Voordat ze klaar is, krijgt ze ruzie met Rita en steekt ze haar per ongeluk neer. De politie arriveert en Gus, Serge en Chick worden gearresteerd. Cummings neemt Lou mee, trekt al haar diamanten van haar lichaam af en doet een diamant van hem om haar vinger.

## Rolverdeling
| Acteur          | Personage        |
| --------------- | ---------------- |
| Mae West        | Lady Lou         |
| Cary Grant      | Captain Cummings |
| Owen Moore      | Chick Clark      |
| Gilbert Roland  | Serge Stanieff   |
| Noah Beery      | Gus Jordan       |
| Rafaela Ottiano | Rita             |
| David Landau    | Dan Flynn        |
| Louise Beavers  | Pearl            |